# Bronisława Konopacka

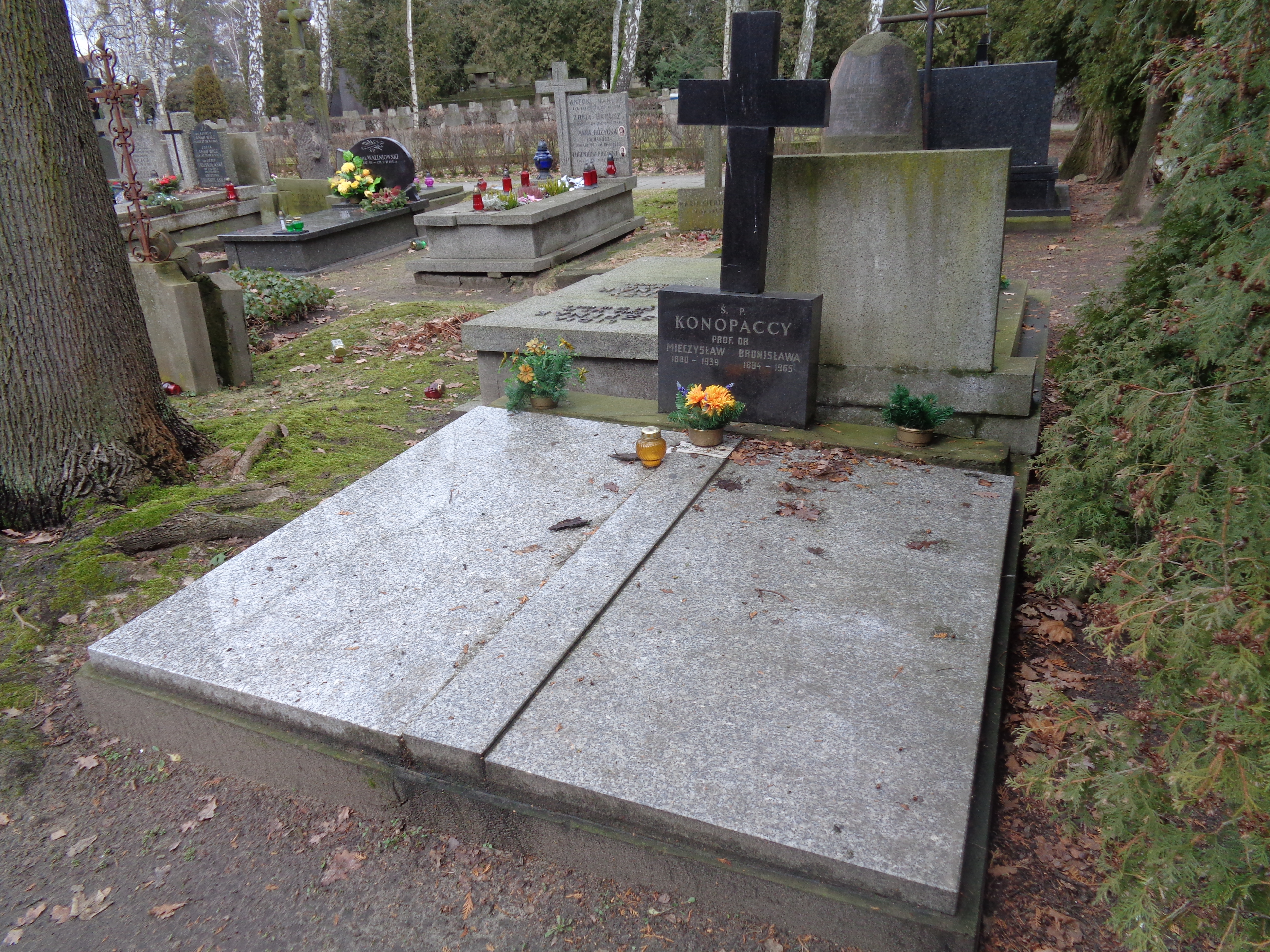
Grób Mieczysława i Bronisławy Konopackich na wojskowych Powązkach

Bronisława Konopacka z domu Jakimowicz (ur. 1 października 1884 w Juriewie-Polskim, zm. 8 sierpnia 1965 w Warszawie) – polska embriolog, członkini kobiecego komitetu wyborczego Unii Narodowo-Państwowej w 1922 roku.

## Rodzina
Była córką lekarza, Jana Jakimowicza i Marii Zalcman. W 1907 r. wyszła za mąż za Mieczysława Konopackiego. Mieli dwie córki: Annę (ur. 1909) i Bronisławę (ur. 1918).

## Życiorys
Dzieciństwo spędziła w Piotrkowie Trybunalskim. W 1902 r. ukończyła pensję żeńską im. Pauliny Hewelke w Warszawie. Zdała eksternistycznie maturę w państwowym gimnazjum męskim w Piotrkowie. Rok później została przyjęta na Uniwersytet Jagielloński w Krakowie jako słuchaczka nadzwyczajna. W czasie studiów była członkinią Polskiego Towarzystwa Przyrodników im. Kopernika. W 1905 r. zaczęła pracę naukową w pracowni embriologicznej Emila Godlewskiego w Katedrze Anatomii Człowieka prof. Kazimierza Kostaneckiego. Zajmowała się mechaniką rozwoju płazów. W 1907 r. skończyła studia, nie uzyskując tytułu magistra, i wyszła za mąż za Mieczysława Konopackiego, który pracował w pracowni embriologicznej jako asystent. Małżeństwo przeniosło się do Lwowa, gdzie pracowali (on jako asystent, ona jako wolontariuszka) w pracowni histologicznej prof. Władysława Szymonowicza.W swojej pierwszej pracy (1908 r.) wykazała, że można u płazów wywołać tarczowe bruzdkowanie, przez wirowanie żółtka, pod warunkiem, że zrobi się to przed powstaniem trzeciej bruzdy bruzdkowania.
Następne lata spędziła za granicą. Prowadziła prace badawcze nad rozwojem embrionalnym zwierząt w stacjach zoologicznych w Trieście (1910), w pracowniach prof. Karla Heidera iFerdinanda Hochstettera w Innsbrucku oraz w Villefranche-sur-Mer (1912-1913). Wyniki badań nad oogenezą ślimaka Patella, które tam prowadziła, zostały zniszczone wskutek działań wojennych.
Po wybuchu I wojny światowej i powołaniu jej męża do wojska wyjechała do Warszawy, gdzie działała w organizacjach charytatywnych. Od 1916 była związana z Zakładem Histologii i Embriologii Uniwersytetu Warszawskiego. Zajmowała się tam przygotowywaniem preparatów, tablic, pomocy naukowych i ćwiczeń. W latach 1920-1925 pracowała jako asystentka, zrezygnowała jednak z płacy, by nie zabierać miejsca innym młodym pracownikom. Od 1923 r. była aktywną członkinią Polskiego Towarzystwa Anatomicznego. W 1926 r. współorganizowała I Zjazd Anatomów i Zoologów Polskich w Warszawie. 
Konopaccy byli pionierami wykorzystania metod histochemicznych w embriologii. W okresie międzywojennym, Bronisława Konopacka badała głównie powstawanie żółtka i wykorzystywanie go przez zarodki. Określiła kolejność pojawiania się i wykorzystywania kolejnych substancji: lipidów, białek i glikogenu, w oogenezie i rozwoju zarodkowym żaby. Następnie podjęła te same zagadnienia w rozwoju ptaków. W obu przypadkach wykazała związek lipidów z rozwojem morfogenetycznym.
Od 1930 przez cztery lata przebywała w stacji zoologicznej w Neapolu, gdzie porównała oogenezę morskich ryb kostnoszkieletowych, z przeprowadzoną wcześniej w Polsce, oogenezą ryb słodkowodnych. Opisała także symetrię dwubiegunową w rozmieszczeniu materiałów zapasowych w jajach ryb. W 1936 brała udział w zorganizowaniu wspólnego zjazdu Polskiego Towarzystwa Anatomicznego z francuskim Association des Anatomistes.
We wrześniu 1939 zorganizowała ratowanie księgozbioru i sprzętu z płonącego Collegium Anatomicum przy ulicy Tytusa Chałubińskiego 5. 25 września 1939 w drodze do pracy zginął jej mąż. Wraz z kilkoma innymi pracownikami, skutecznie zabezpieczyła zbiory biblioteki Zakładu Histologii. Ucierpiał natomiast jej własny materiał naukowy. Podczas okupacji pracowała wPaństwowym Zakładzie Higieny, w dziale parazytologii. Opisała tam zmiany w metabolizmie larw komara widliszka, ponownie wykorzystując nowatorskie metody histochemiczne. Niestety i ten materiał uległ zniszczeniu. Po wojnie Konopackiej udało się odtworzyć tylko część notatek. Wykładała histologię i embriologię w działającej konspiracyjnie Szkole Zaorskiego. Podczas zajęć wykorzystywała wyniesione z Zakładu preparaty i czeski podręcznik embriologii Floriana. Tłumaczyła go słowo po słowie, posługując się słownikiem polsko-czeskim.
Po zakończeniu wojny wyjechała do Łodzi, gdzie pracowała w przeniesionym tam Państwowym Zakładzie Higieny i równocześnie w Zakładzie Histologii i Embriologii Uniwersytetu Łódzkiego. Dwa lata później uzyskała tam magisterium z filozofii. W styczniu 1948 r. powróciła do Warszawy, gdzie razem z Juliuszem Zweibaumem, uczniem prof. Konopackiego, współorganizowała odbudowę Zakładu Histologii i Embriologii UW i reaktywację Polskiego Towarzystwa Anatomicznego, gdzie pełniła funkcję sekretarza, a później wiceprezesa i prezesa. Zainicjowała powstanie sekcji histochemicznej, która z czasem przekształciła się w Polskie Towarzystwo Cyto- i Histochemików. Współredagowała czasopismo anatomiczne "Folia Morphologica". Należała do Polskiego Towarzystwa Zoologicznego i Polskiego Towarzystwa Nauk Weterynaryjnych.
W kwietniu 1948 r. obroniła pracę doktorską z zakresu nauk matematyczno-przyrodniczych, dotyczącą rozwoju zarodkowego ryb. W 1949 r. przedstawiła rozprawę habilitacyjną o biegunowości jaj ryb. W listopadzie tego samego roku została mianowana członkiem korespondencyjnym Towarzystwa Naukowego Warszawskiego. W 1950 otrzymała veniam legendi na Wydziale Lekarskim Uniwersytetu Warszawskiego. Od 1952 pełniła funkcję kierownika Zakładu Histologii i Embriologii Wydziału Weterynarii Szkoły Głównej Gospodarstwa Wiejskiego, aż do przejścia na emeryturę w 1960 r. Zorganizowała go całkowicie od podstaw, wprowadzając nowoczesne nauczanie histologii. W 1955 r. została mianowana profesorem nadzwyczajnym. Rok później została odznaczona Krzyżem Kawalerskim Orderu Odrodzenia Polski. Naukowo zajmowała się w tamtym czasie różnicowaniem narządów zarodków ssaków. Ostatnie lata swojego życia (1958-1963) poświęciła badaniom oogenezy i rozwoju pierścienicy Nereis diversicolor.
Zmarła w 1965, spoczywa na Cmentarzu Wojskowym na Powązkach (kw. A8 – IV – 1/2).